# Crepis pantocsekii
Crepis pantocsekii là một loài thực vật có hoa trong họ Cúc. Loài này được (Vis.) Latzel mô tả khoa học đầu tiên năm 1913.